# Latinu
Latinu – wieś w Rumunii, w okręgu Braiła, w gminie Măxineni. W 2011 roku liczyła 664 mieszkańców.